# Vido Jelashe

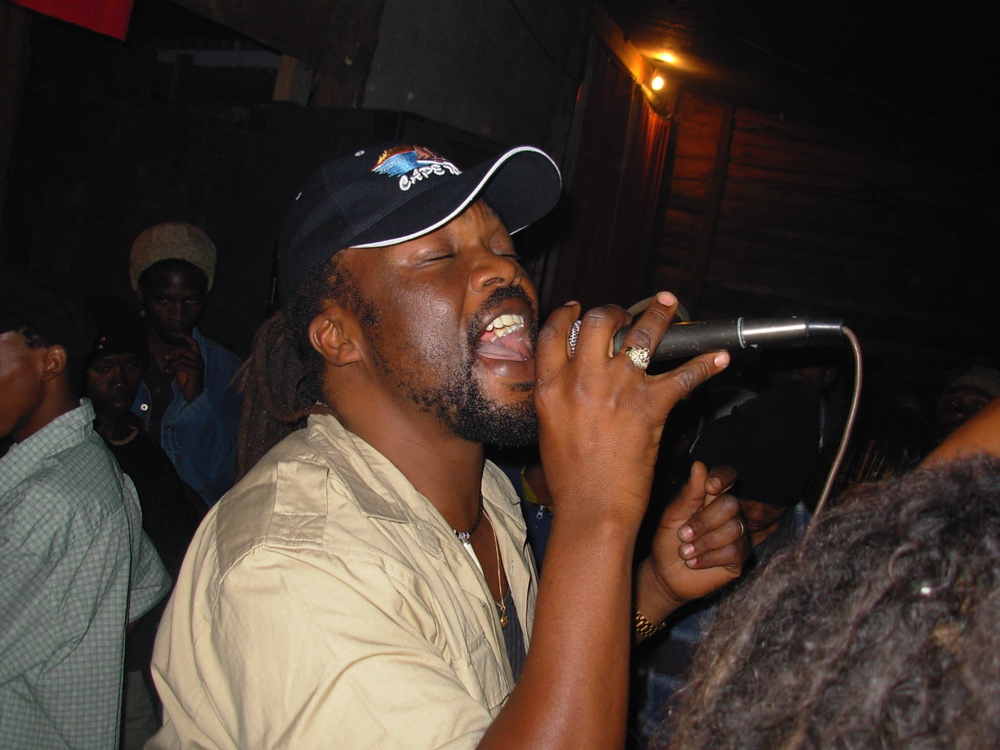
Vido Jelashe im März 2007 im Township Philippi, Kapstadt

Vido Jelashe (* 1967; bürgerlich Vuyani Mbutuma) ist ein in Berlin lebender südafrikanischer Sänger.

## Biographie
Vido Jelashe ist im Township Guguletu, Kapstadt, Südafrika, während des Apartheidsystems geboren und aufgewachsen. Schon in frühen Kindesjahren wurde er von seiner Großmutter durch die Musik inspiriert. Seine Karriere startete 1986 in Kapstadt mit der Reggaeband Reggae Regulars. Anschließend, ab 1988, sang er für The Black Sufferers.
1992 schloss er erfolgreich das Jazzstudiums in Kapstadt ab und wirkte als Sänger bei den Heavy Fantastics mit. 1993 wurde er in Südafrika vom Manager der deutschen Reggaeband Livin' Spirits entdeckt, der ihn nach Deutschland einlud. Vido Jelashe nahm dort mit den Livin’ Spirits ein Album („Free The Children“, 1994) auf und tourte mit ihnen durch Europa. 1996 begann er in Berlin, Deutschland, seine Solokarriere mit der Begleitband The Growing Tree, mit denen er zwei Alben aufnahm („Vido meets The Growing Tree“, 1997; „Live“, 1999 bei Pängg Distribution).
Vido Jelashe veröffentlichte einzelne Tracks mit Künstlern wie Schreiner (Fake Brother), Volker Meitz (Afrika), Noiseshaper (Only Redeemer & We Love Reggae) und seinem Cousin Black Dillinger-Dangerous Times(Live & Learn, Album 2007 MKZWO Records)
Er erschien außerdem auf einigen One Riddim Samplern wie auf dem Superior Riddim mit dem Song „Babylon A Take Control“ (Pow Pow Productions), auf dem Caesar Riddim mit „Wata Com' Outta We Eye“ (Grooving Smokers) und auf dem Time X Riddim mit „Too Much Provocation“ (MKZWO Records). Er arbeitete mit dem „Burnin' Brass Club“ und brachte die Single „Angelina feat. Leonard Mason“ aus.
Ab 2006 war Jelashe Sänger der Berliner Dub-Band Tiger Hifi. Eine Crew bestehend aus Olivia Christou, Peter Barton (Gitarren) und dem Produzenten Kraans de Lutin an den Dubs und Effekten. Zwischen 2009 und 2010 hat er mit Den Richard&I Projekt eine CD mit dem Titel „Babylon Must Go Down“ aufgenommen und tourte durch Österreich. 2012 nahm er an der Talent-Gameshow The Winner is ... teil und schaffte es bis zum Halbfinale. Im gleichen Jahr erschien der Titel „Throne Gone Down“ aus den „Danger In Your Eyes Riddim Mix“ der Revolutionary Brothers. Es folgt der „Best Things-Rise Up Riddim Mix“ bei Oneness Records in 2014.

## Diskographie
- Revolutionary Brothers feat. Vido Jelashe-Throne Gone Down-2015(Danger In Your Eyes Riddim Mix)
- Vido Jelashe-Best Things In Are Free-Rise Up Riddim Mix-2014 (Oneness Records)
- Richard&I Project -Babylon Must Go Down 2010(Pixiecraft Records)
- Tiger Hifi – Tiger Hifi – 2007 (Island/ Universal)
- Vido Jelashe – Time X Riddim – Too Much Provocation – 2007 (MKZWO Records)
- Black Dillinger feat. Vido Jelashe – Live And Learn – Dangerous Times – 2007 (MKZWO Records)
- Noiseshaper feat. Vido Jelashe – Real To Reel - The Only Redeemer – 2006 (Miracle Sounds/ Echo Beach)
- Burnin' Brass Club - Angelina - 2005 (Single)
- Vido Jelashe - Superior Riddim – Babylon A Take Control – 2005 (Pow Pow Productions)
- Vido Jelashe-What Time Is It?(Come Mek We Bounce)2004(Grooving Smokers)
- Vido Jelashe - Caesar Riddim - Watta com'outta we eye – 2004 (Grooving Smokers)
- Noiseshaper feat. Vido Jelashe – The Signal – We Love Reggae – 2003 (Different Drummer/ EFA)
- Daniel Magg feat. Meitz & Vido Jelashe – Fecets - Yiy' Imbizo – 2003 (Compost Records (Groove Attack))
- Meitz feat. Vido Jelashe – Vertical – Zwakalani – 2003 (Intracom)
- Meitz feat. Vido Jelashe – Vertical – Awe Mzala – 2003 (Intracom)
- Meitz feat. Vido Jelashe & Twana Rhodes – Vertical – Can You Live – 2003 (Intracom)
- Schreiner feat. Dean Dawson & Vido Jelashe – Fake Brother – 2002 (Col (Sony BMG))
- Vido & The Growing Tree – Live – 2000 (Goodlife/ Pängg)
- Meitz feat. Vido Jelashe – Africa EP – (Mayibuye I) Africa – 1999 – Airdrops Recordings/ Sonar Kollektiv
- Vido & The Growing Tree - Vido Meets The Growing Tree – 1997
- Livin’ Spirits – Free The Children – 1994 (African Dance Records)